# Fjelldal
Fjelldal este o localitate din comuna Tjeldsund, provincia Nordland, Norvegia, cu o suprafață de  km² și o populație de  locuitori (2013).